# 性革命
性革命（英語：Sexual revolution），又稱性解放（Sexual liberation），是一種社會在對性观念的革命性變化，專指解放人們基於性別、性傾向、性關係以及性行為上所受到的所有社會壓迫。性革命於1960年代左右開始受到大眾關注，伴隨著女權運動及民權運動，主要著力在於人際關係，尤其是性關係及性行為，並涉及了一些傳統社會中的性與家庭觀念。一些廣泛的性革命運動包括：女權主義爭取性別平等、避孕和避孕藥的正常化、性行為的自主自由化、同性戀權利的爭取等。
性革命在學術上有其確切的定義，專指對社會及道德壓迫的解放，但常受到大眾傳播媒體以及保守派就字面意義的錯誤解讀，將性解放視為一種「以追求性慾滿足為終極目標，全面瓦解道德與規範的運動潮流」並將「同性戀的性解放」視為同性戀追求性慾滿足、將「青少年的性解放」視為是青少年追求性慾滿足的情形，這些與性解放的原意並不相同。再者，道德與社會規範是人與人在社會互動產生的一種互動規則，道德與規範是否能夠被瓦解仍尚待釐清。

## 定義
性釋放或性解放的定義是指解放性文化霸權的壓迫的革命性運動，也追求從教條主義式的性倫理中解放。主張希望使受到性壓迫的人，能夠自在生活。一些論點將性解放分為兩個層次：
- 性的理性啟蒙除魅：性解放的知識面，包括除魅、破除對性的迷信[8]。例如破除處女情結，對於處女守貞的壓迫以及非處女的歧視等[11]。
- 性的民主平等正義：性解放的政治面，包括民主、平等[8]。例如對於性別參政、投票平等的權利[11]。

此外有些論點認為還包括自由層面，包括身體自主、選擇，像是對於性別身體自主權的保障等。更明確的舉例來說，若將同性戀帶入性革命中，「同性戀的性革命」即為一種：破除對於同性戀的迷思、追求同性戀的民主平等、尊重選擇同性性行為的權利之性解放運動。
性革命並不只是追求「性開放」，也可以是追求「性保守」，當性開放造成了「壓迫」，追求性保守的自由也同樣是性革命。性革命的精神是：「不管你選擇性保守或是性開放，都應該是個人的自由。」

## 發展歷史
英語中的「性革命（Sexual revolution）」一詞在1920年代後期、精神分析學在美國普及化後開始被使用。從美國來看，性革命的發展歷史大概可以區分為「性開放爭取」、「女權主義性解放」與「LGBT性解放」三個發展時期，不過這三性解放分別由不同的群體、針對不同的壓迫並爭取不盡相同的權力。彼此之間可能有時間上或參與群體的重疊，但並不是「同一個」性革命。

### 性開放爭取
一般認為美國在1960到1980年前，經歷了兩次較為明確爭取性開放的性革命的浪潮，第一次發生在一戰結束後的咆哮二十年代；第二次則發生在1950年代中後期。在1940-50年代，一些美國的次文化想要進一步探索身體和心靈，並將自我從當代的道德和法律範圍中解放出來。
1960年代的性革命並源於一種信念，這種信念認為：色情應該被視為生活的正常部分，而不是受到家庭、產業性道德、宗教和國家的壓制。由於適逢越戰爆發，一些反戰運動中出現了著名的口號「要做爱，不要戰爭（Make love, not war）」這可能與當時因為性解放而形成的開放性觀念有關，但實際上還是以反戰目的為主，而不是明確的性革命運動。
一些科學與技術的發展也與性革命的發展有所關聯，一些觀點認為1950年代中後期，由於青黴素的發現導致梅毒所造成的死亡率顯著下降，使得非傳統性行為增加。然而確造成了這個時期的青少年的淋病發病率、非婚生子女數量也急劇上升、未婚成年人之間的性行為有所增加。也有一些觀點認為，由於1960年代避孕藥的開發及上市，在美國引起了性倫理及墮胎的爭論。這些爭論逐漸擴大並向外傳播，最終引起了歐美各國性革命浪潮。此外，1960年代以後離婚率急劇上升、結婚率大幅下降，年齡在20到24歲的美國未婚人口數從1960年的430萬增加到1976年的970萬，成長達到了一倍多。
許多問題被認為可能是由於當時的性革命涉及了一些開放性婚姻制度（open marriage）、性伴侶的交換（swapping）、交換配偶（swinging）與群體性行為。這類對性行為的解放所衍生出的性傳染病與意外懷孕問題則進一步的促進了安全性行為的發展。安全性行為在1980年代隨著愛滋病的流行而受到重視。

### 女權主義
同樣在1960年代早期，婦女解放運動（Women's liberation movement）與第二波女權主義開始興起，並開始以女性性慾和酷兒性行為等觀念來挑戰傳統價值觀。這時期的女權主義運動有三個主要目標，包括：「消除社會中對男性過度有利的差別待遇」、「消除對婦女的物化」、以及「支持婦女選擇性伴侶的權利，並且不受外界的干涉與議論」。其實從一開始，女權主義所推動的婦女解放本身就是一種性解放，而不只是與性解放相關而以。女權主義運動也將自己定義為爭取男女在社會、政治和經濟上平等，並打擊性別歧視的運動。美國最高法院於1973年的罗诉韦德案（英语：Roe v. Wade）的判決中指出婦女的墮胎權受到憲法保障後，女權組織也開始爭取女性的墮胎權及避孕權。
一些女權主義思想家認為：「婦女能夠主張自己的性行為，是實現婦女解放目標的重要一步」，因此鼓勵女性自己決定、享受並嘗試新的性行為方式。這類的思想並專注於女性的身心解放，這類的身心解放也包含了追求女性性快感，並為女性獨立奠定基礎。不過性自由雖然是一個女權主義問題，但目前仍是一個備受爭議的話題，因為不同的女權主義者的性觀點有很大的差異，主要是由於反色情女性主義（anti-pornography feminism）與性積極女性主義（sex-positive feminism）的相悖造成的，反色情女權主義認為這些性產業、男性主導下的性行為、媒體中的性展示都是對於女權的壓迫，因此應該拒絕這類的色情與性開放文化。這兩種女性主義的分歧被稱為女性主義性戰爭（feminist sex wars）。這類較為保守但反抗壓迫的女權主義觀點同樣是性革命。

### LGBT
1990年代以後，LGBT團體組織也開始了爭取LGBT人權及平等權利的性革命。LGBT群體與女權主義所爭取的權利是不一樣的，從一開始的同性性行為除罪化，到後來的同性結合合法化與婚姻平權。但一些學者認為女權主義運動創造了一種社會氛圍，並使得LGBT群體可以順著這種社會氛圍來爭取其性取向的自由與開放。
LGBT運動，特別是同性戀運動反對的一個主要觀念是「異性戀霸權」。

## 爭議

### 誤解
台灣及中國大陸等華人社會中有一些個人或團體將性解放與性革命誤解為追求性開放，並且將性解放認為是一種「下流」的事情。這可能是來自於對字面意義的直覺式解讀所造成的判斷錯誤。性長久被視為禁忌、被壓抑，使得人們一提及「性」眼光便容易集中在性慾。於是性解放常被誤讀為盲目地擁抱性、無節制滿足性慾、追求快感，因而偏離了「解放」的原意。部分的保守人士也常將「性解放人士」誤認為是推動濫交、亂倫、等禁忌的性行為者。

### 與宗教及社會保守派的角力
不論是性釋放或是性解放，性的議題都觸碰到宗教及社會保守派的敏感神經，形成具爭議的社會議題。
保守派及宗教組織認為性必須在一個固定的基本價值軌道運作（而且是與過去看齊、根據經書指示的）、婚姻永恆不變，反對墮胎、避孕、未婚同居和婚前性行為，導致傳統家庭價值的「崩壞」。而自由派則認為選擇墮胎、避孕、同居和婚前性行為純屬個人自由及私人領域，政府及外界並無權力干預，並以政治思維大異其趣。在討論議題時，保守派及宗教組織多以宗教及道德倫理非政治話語論述，於是雙方常落入雞同鴨講的局面。
在LGBT權益方面，關於同性婚姻及同性伴侶領養子女的議題方面，平權運動是從平等權利的角度切入（爭取與異性戀伴侶一樣享有選擇婚姻和擁有子女的權利），而從宗教立場則是守著「婚姻」在其宗教中的意義來反對（如基督教教義是指婚姻根據《聖經》是上帝設計為一男一女）。此外，保守派的世俗观点也认为，对于同性伴侶是否适合领养子女，甚至对被领养子女的心理发展产生何种影响有深刻的质疑。

### 其他文獻
- Allyn, David. (2000). Make Love, Not War: The Sexual Revolution: An Unfettered History. Little, Brown and Company. ISBN 0-316-03930-6.
- Escoffier, Jeffrey. (Editor). (2003). Sexual Revolution （页面存档备份，存于）. Running Press. ISBN 1-56025-525-0.
- Fraenkel, Boris. (1936). Die Sexualität im Kulturkampf. Erre emme (pub).
- Klepacki, Linda. (2008). A Look at the Sexual Revolution in the United States. Focus on the Family Action, Inc. Retrieved 2008-04-20.
- Marcuse, Herbert. (1964). One-Dimensional Man. (pp. 59, 75–82). Routledge. ISBN 0-415-28977-7.
- Richardson, Diane. (2000). Critical Social Policy, Vol. 20, No. 1, 105–135. Constructing sexual citizenship: theorizing sexual rights （页面存档备份，存于）. Sage Journals Online. Retrieved 2008/04/20.
- Time Magazine. (1967/07/07). The Hippies （页面存档备份，存于）. Time Inc. Retrieved 2008-04-20.

- John William Money (1921/7/8-2006/7/7).[]
- David Peter Reimer. (1965/8/22-2004/5/5) （页面存档备份，存于）